# Homogenita
L'homogenita és una roca sedimenària que està formada per material al·lòcton sense presentar cap estructura sedimentària interna ni cap granoclassificació. El mot homogenita prové de l'anglès "homogenite".
Les homogenites són roques de gra fi, homogènies i sense cap tipus d'estructura. S'han observat àmpliament esteses en medis marins i lacustres i es pensa que estan relacionades amb esdeveniments de tipus catastròfic i els terratrèmols. Les homogenites es van formar en temps geològics passats.
L'origen de les homogenites són els sediments al·lòctons transportats per un procés erosiu de tipus massiu a les zones litorals en un corrent de terbolesa (hiperpicnal) amb càrrega de llit i càrrega suspesa, o bé procedent de surgències autòctones, on hi intervenen la liqüefacció i la resuspensió del sediment (Beck, 2009).

## Terminologia
Les homogenites es consideren megaturbidites. La definició més clàssica considera les homogenites com a roques produïdes per corrents de terbolesa i els seus dipòsits. El terme “megaturbidita” també és emprat per a anomenar aquests tipus de roques i dipòsits.
La distinció entre turbidites ha estat sovint un motiu de controvèrsia, atès que els processos evidencien un grau de superposició que forma part d'un mateix procés sedimentari continuat. A més a més, els tipus de fàcies apareixen normalment en seqüències que se sobreposen, sobretot en els dipòsits de marge continental.
S'han proposat criteris a l'hora de distingir entre els dipòsits originats pels corrents de terbolesa i els originats per corrents de fons en la sedimentació en aigües profundes, però no s'ha arribat a cap acord concloent i general. No obstant és important distingir les turbidites de les contourites de gra fi, i els mecanismes del corrent de terbolesa i del corrent de fons.

## Formació
En geologia marina la homogenita es pot generar de diverses maneres. La generació típica d'una homogenita, és per exemple per algun flux turbidític que diposita una turbidita formada per sediment hemipelàgic molt fi. El seu aspecte homogeni fa que el sediment en cas d'estar intercalat per un altre material sedimentari hemipelàgic autòcton (hemipelagita), resulta de difícil diferenciació.
Aparentment una hemipelagita i una homogenita tenen aspectes extremadament semblants. Les homogenites també poden ser dipòsits sedimentaris d'esllavissada que no tinguin cap estructura interna ni cap fet diferenciador. Les homogenites són de difícil identificació.
Les capes de turbidites/homogenites formen una una seqüència ascendent des de la sorra a la part baixa, al fons basal, fins a les argiles homogènies al capdamunt. Els científics han utilitzat les ones de tipus P sobre el gradient de mida de la partícula, observant que les propietats magnètiques són adients a l'hora de distingir les transicions entre turbidites (de gra gruixut), homogenites (de gra més fi) i sediments de fons hemipelàgics.

## Tipus
Alguns estudis recents les classifiquen pel grau d'homogeneïtat.
- Tipus A: es compon de materials amb un alt contingut en calcita i es pensa que provenen de la fluïdificació, la resuspensió i la decantació de partícules fines per causa de les ones de xoc produïdes pels terratrèmols. Se'n diferencien dues fàcies.

fàcies 1 es caracteritza per l'aspecte homogeni recobert per una capa erosiva
fàcies 2 es caracteritza per successions laminades (repetides) de calcilutita massiva.
- Tipus B: conté gran quantitat de materials al·lòctons que contenen dolomita i alhora un contingut relativament baix en calcita que es deurien als dipòsits originats per corrents de turbiditat i la deposició per gravetat en una conca lacustre tancada.[1]

## Paleosismologia
En estudis de sediments de la fossa del Japó s'observen llits de turbidita que s'han produït per grans terratrèmols. En aquests lloc, l'anisotropia magnètica ha servit per ordenar i entendre les condicons deposicionals de cada llit de turbidita i la correlació amb els fenòmens sísmics històrics i prehistòrics al nord-oest del Japó.